# منحرفین (آلبوم)
منحرفین (به انگلیسی: Perverts) یک ضبط استودیویی از خواننده-ترانه‌پرداز و تهیه‌کنندهٔ موسیقی آمریکایی اتل کین می‌باشد که در ۸ ژانویهٔ سال ۲۰۲۵ از سوی ناشر خودش داترز او کین با توزیع از آوال منتشر گردید.